# Strączno
Strączno (pol. hist. Stręczno) – wieś w Polsce położona w województwie zachodniopomorskim, w powiecie wałeckim, w gminie Wałcz.

## Historia
Wieś pierwotnie związana była z Pomorzem oraz z Wielkopolską. Ma metrykę średniowieczną i istnieje co najmniej od XIV wieku. Po raz pierwszy wymieniana w dokumencie z 1337 jako Strutz, 1448 Straczno, 1462 Struczno, 1490 Strzancz, 1490 Strzanczno, 1502 Schtrancz, 1524 Strayncz, 1552 Streczno, 1577 Strenczno, 1578 Stręczno, 1944 Stranz.
Tereny miejscowości zasiedlone były jednak wcześniej niż odnotowują to archiwalne zapisy. Na terenie półwyspu w czasie prac wykopaliskowych z lat 1926–1962 odkryto grodzisko oraz odłamki ceramiki świadczą o istnieniu w tym miejscu osady otwartej, być może o charakterze rybackim. Całość datowana jest od starszych faz wczesnego średniowiecza (VIII-1 poł. X w.) do połowy wieku XII. Obecnie grodzisko porośnięte jest lasem. Miejsce to identyfikowane jest z grodem Raduń, wspomnianym w 1303 r. w dokumencie lokacyjnym Wałcza. Grodzisko znajduje się na północ od wsi.
W 1337 Strączno było wsią opustoszałą w ziemi Bytyń i miało 64 łany. W XV wieku miejscowość była wsią szlachecką należącą do rodów Wendlów i Tuczyńskich. W latach 1448–1461 właścicielem wsi był miecznik poznański Jan Wedel Wedelski z Marcinkowic. W 1448 zapisał swojej żonie Annie po 2500 grzywny posagu i wiana na dobrach Tuczno, w tym m.in. na wsi Strączno. Właścicielką wsi była w latach 1448–1472 Anna wdowa po Janie Wedelskim. W 1471 oblatowała swój dokument oprawny z 1448 w księgach radzieckich miasta Poznania kwitując odbiór sumy 5200 grzywien od Andrzeja Szamotulskiego syna Piotra, który zakupił od dziedziczki wspomnianą oprawę. W 1472 król Polski Kazimierz IV Jagiellończyk zatwierdził tę sprzedaż. W latach 1502–1532 właścicielem ziemskim we wsi był Maciej Tuczyński. W 1502 po śmierci szlachcica Thabescha Turno król Polski Aleksander Jagiellończyk nadał Tuczyńskiemu w lenno połowę wsi Strączno, a równocześnie zezwolił mu na wykupienie drugiej połowy z rąk córek zmarłego Jerzego Kalyna. W 1557 miejscowość leżała w tenucie królewskiej na terenie starostwa wałeckiego Korony Królestwa Polskiego. W 1554 bracia Jerzy, Mateusz, Wawrzyniec i Wilhelm Turnowie pozywali Krzysztofa Bolta dziedzica w Dykowie o to, że naruszył kopiec narożny na granicy Strączna. W XVI wieku właścicielami we wsi byli Turnowie oraz Tuczyńscy.
W 1552 odnotowany został pobór z całej wsi, który zapłaciło pięciu poddanych panów Turno. W 1563 podatki zapłacił właściciel majątku w Strasznie Krzysztof Tuczyński; od 24 łanów, 3/4 z dwóch karczm dorocznych, a także od 2 zagrodników oraz od sołtysa. Turnowie zapłacili natomiast od 5 łanów i od 1/4 z dwóch karczm. W 1568 bracia Wawrzyniec, Jerzy i Wilhelm Turno zalegali z podatkami. W 1577 wdowa po Krzysztofie Tuczyńskim zapłaciła pobór od 22 półłanków, od sołtysa, karczmy, 4 zagrodników oraz od kowala. W 1579 Anna z Rosnowa Tuczyńska (wdowa po Krzysztofie Tuczyńskim starszym) zapłaciła pobór z 5-9 śladów, 3 zagrodników, 3 komorników, 2 pasterzy i kowala. Bracia Wawrzyniec, Jerzy i Wilhelm Turnowie zapłacili natomiast od 3 kmieci, którzy mieli ponad 0,5 śladu roli, a także uiścili opłatę od 4 zagrodników, którzy roli nie mieli. W 1588 właściciele we wsi zapłacili pobór uchwalony przez sejm koronacyjny. Anna z Rosnowa Tuczyńska zapłaciła pobór od 9 łanów, 3 zagrodników, kowala oraz od młyna zwanego Pilawka.
W wyniku II rozbioru Rzeczypospolitej w 1793, miejscowość przeszła w posiadanie Prus i jak cała Wielkopolska znalazła się w zaborze pruskim.
W latach 1954–1968 wieś należała i była siedzibą władz gromady Strączno, po jej zniesieniu w gromadzie Wałcz. W latach 1975–1998 miejscowość administracyjnie należała do województwa pilskiego.

## Obecnie
Na północ od wsi znajduje się jezioro Raduń, nad którym znajduje się camping.
Na terenie wsi znajduje się przystanek kolejowy linii 403 (Piła Północ – Ulikowo).

## Demografia
Wieś zamieszkuje 820 osób.

## Zabytki
- kościół pw. św. Anny liczący około 100 lat
- plebania
- grodzisko słowiańskie – wał o wysokości do 15 m i obwodzie ok. 120 metrów[4].